# Distretto di Hesa Awal Kohistan
Il distretto di Hesa Awal Kohistan è un distretto dell'Afghanistan appartenente alla provincia di Kapisa. Viene stimata una popolazione di 35 006 abitanti (stima 2016-17).
È stato istituito nel 2006, quando il distretto di Kohistan fu soppresso con la contestuale istituzione di un ulteriore distretto, quello di Hesa Duwum Kohistan.